# Hypnale
Hypnale – rodzaj jadowitych węży z podrodziny grzechotników (Crotalinae) w rodzinie żmijowatych (Viperidae).

## Zasięg występowania
Rodzaj obejmuje gatunki występujące w Azji Południowej (Indie i Sri Lanka). 

## Systematyka

### Etymologia
Hypnale: gr. υπναλεος hupnaleos „senny, śpiący”.

### Podział systematyczny
Do rodzaju należą następujące gatunki: 
- Hypnale hypnale (Merrem, 1820) – mokasyn indyjski[6]
- Hypnale nepa (Laurenti, 1768) – mokasyn cejloński[7]
- Hypnale zara (Gray, 1849)